# CHAMP
CHAMP (CHAllenging Minisatellite Payload) est un satellite scientifique allemand lancé le 15 juillet 2000 à 12 h 00 TU dont l'objectif est de mesurer avec une grande précision le champ magnétique terrestre, le champ gravitationnel de la Terre et d'effectuer des mesures des caractéristiques de l'atmosphère par occultation radio des signaux GPS. Le satellite placé sur une orbite polaire (inclinaison de 87,3°) quasi circulaire à 454 km d'altitude par un lanceur russe Kosmos-3M tirée depuis le cosmodrome de Plessetsk remplit parfaitement ses objectifs en effectuant des mesures durant plus de 10 ans soit 2 fois plus que la durée prévue. Le satellite est détruit durant sa rentrée atmosphérique contrôlée le 19 septembre 2010. Le satellite est développé sous la supervision du GeoForschungsZentrum (GFZ) de Potsdam en Allemagne. Plusieurs laboratoires d'autres pays ont fourni des capteurs : le centre JPL de la NASA (récepteur GPS pour l'expérience d'occultation radio), l'ONERA (accéléromètres), l'université technique du Danemark (viseur d'étoiles), le Leti (magnétomètre scalaire), et les laboratoires de la United States Air Force (senseurs ioniques DIDM, sonde de Langmuir).

## Contexte
La mission CHAMP est proposée en 1994 par le professeur Christoph Reigber responsable de la division Cinématique et dynamique de la Terre au centre de recherche GeoForschungsZentrum de Potsdam. Le projet fait suite à un appel à propositions lancé par l'agence spatiale allemande DLR (à l'époque DLA) pour soutenir l'industrie spatiale des Land de l'ancienne Allemagne de l'Est à la suite de la réunification allemande de 1990. Une équipe d'industriels des deux Allemagne est constituée et les spécifications du projet sont détaillées entre octobre 1994 et octobre 1996. À cette dernière date, la décision de construire le satellite est prise.

## Objectifs

### Champ gravitationnel terrestre
À l'époque de la conception de la mission, les modèles globaux du champ gravitationnel terrestre sont établis par l'observation des perturbations orbitales d'origine gravitationnelle subies par trois douzaines de satellites. Ces données combinées avec des mesures au sol d'altimétrie et de gravité permettent d'obtenir une représentation complète du champ gravitationnel. Grâce à une orbite parfaitement adaptée à son objectif, sa capacité à déterminer en continu sa position grâce à son récepteur GPS et la mesure des perturbations dues aux forces non gravitationnelles, CHAMP doit permettre de déterminer le champ gravitationnel à grande échelle avec une précision supérieure de un ou deux ordres de grandeur.

### Champ magnétique terrestre
À l'époque de la mise en orbite de CHAMP, deux missions spatiales sont consacrées à la mesure du champ magnétique terrestre à grande échelle : Magsat (1979-1980) dont la mission est brève et qui circule sur une orbite héliosynchrone mal adaptée à ce type de mesure et Ørsted qui fournit des mesures décevantes sans doute à cause de l'altitude trop élevée retenue. CHAMP est placé sur une orbite bien adaptée avec une altitude qui doit progressivement descendre à 300 km et il dispose d'une instrumentation très avancée qui doit lui permettre d'obtenir une précision d'un ordre de grandeur supérieure à celle de Magsat. CHAMP doit non seulement mesurer le champ magnétique terrestre mais également le champ magnétique généré par les roches magnétiques et les sédiments présents dans la croûte terrestre ainsi que les champs magnétiques externes générés par l'ionosphère et la magnétosphère.

### Sondages de l'atmosphère et de l'ionosphère
CHAMP doit utiliser la technique de l'occultation radio des signaux GPS pour analyser les principaux paramètres de l'atmosphère : température, pression, pression partielle de la vapeur d'eau, ainsi que pour l'ionosphère densité de la population des électrons. L'objectif de ces mesures est de mettre au point des stratégies et des algorithmes permettant d'exploiter cette nouvelle source d'informations,.

## Caractéristiques techniques
Le satellite, qui pèse avec les ergols 522 kg, a une forme en partie conçue pour réduire la traînée aérodynamique. Long de 8,3 m (dont 4 mètres pour la perche du magnétomètre), il a une section triangulaire dont la largeur est de 1,6 mètre pour une hauteur de 0,75 mètre. Le satellite est stabilisé sur 3 axes à l'aide de propulseurs à gaz froid (30 kg d'ergols) et de trois magnétos-coupleurs. La détermination de l'orientation est réalisée à l'aide de quatre viseurs d'étoiles, deux sont situés sur la perche et deux sur le corps du satellite, avec une précision de 0,01°. Un ensemble de 6 capteurs de Soleil et d'horizon CESS (Coarse Earth-Sun Sensor) constitue un système de secours pour contrôler l'orientation du satellite. Les panneaux solaires fixes d'une superficie de 6,9 m2 sont montés sur le corps du satellite et fournissent les 150 watts nécessaires au fonctionnement du satellite dont 50 watts pour la charge utile. Les données scientifiques recueillies sont stockées dans une mémoire de masse de 1 gigabit et transmises en bande S à la station allemande de Neustrelitz (Allemagne) avec un débit de 1 mégabit par seconde. CHAMP est construit par Astrium,.

## Instruments scientifiques
La charge utile qui a une masse de 30 kg comprend 6 instruments :

### L'accéléromètre STAR
L'accéléromètre STAR développé par l'ONERA détermine l'accélération subie par le satellite qui n'est pas liée au champ gravitationnel mais à d'autres forces telles que la traînée atmosphérique, l'albédo de la Terre et la pression de rayonnement du Soleil. Les mesures se font avec une précision 3 × 10-8 à 3 × 10-9 pour les accélérations linéaires et 10-7 à 5 x 10-7 radians/s-2 pour les accélérations angulaires. Les données fournies par l'instrument sont exploitées avec les mesures de position effectuées à l'aide du récepteur GPS pour déterminer avec précision l'orbite et donc mesurer le champ gravitationnel.

### Le récepteur GPS TRSR-2
Le récepteur GPS TRSR-2 fourni par le centre JPL de la NASA détermine avec l'instrument STAR l'orbite de CHAMP et permet ainsi la mesure du champ gravitationnel. Il fonctionne selon 3 modes :
- un mode par défaut destiné à mesurer en permanence la position du satellite.
- le mode occultation : l'instrument mesure l'occultation radio des signaux de quatre satellites GPS 50 fois par seconde.
- le mode altimétrie : l'antenne située au nadir mesure les réflexions des signaux GPS sur la surface des océans.

Le récepteur permet de déterminer la position du satellite avec une précision de quelques centimètres. En mode occultation, il permet de mesurer les caractéristiques de l'atmosphère et de l'ionosphère lorsque les signaux GPS reçus les traversent.

### Le magnétomètre fluxgate FGM
Le magnétomètre fluxgate FGM développé par l'université technique du Danemark utilise un capteur développé pour la mission Ørsted. Il détermine les composantes vectorielles du champ magnétique terrestre avec une très grande précision. Il est monté à mi-longueur de la perche fixée à l'avant du satellite. Il est fixé à un banc d'optique commun avec deux viseurs d'étoiles ASC également fournis par l'université technique du Danemark. Ceux-ci contribuent à la précision des mesures en fournissant l'orientation précise de l'instrument. Un deuxième instrument du même type est monté à 60 cm du premier pour redondance mais également pour permettre de mesurer et détecter les perturbations du champ magnétique induites par le satellite.

### Le magnétomètre Overhauser OVM
Le magnétomètre Overhauser OVM fourni par le Laboratoire d'électronique et de technologie de l'information (Leti) de Grenoble est un magnétomètre scalaire qui permet de mesurer la grandeur du champ magnétique avec une précision inférieure à 0,5 nT. Il est fixé à l'extrémité de la perche sur laquelle est également attaché le magnétomètre FGM.

### Le rétroréflecteur laser
Le rétroréflecteur laser développé par le GeoForschungsZentrum est un instrument passif qui réfléchit les rayons laser tirés depuis des stations au sol ce qui permet de déterminer la distance à la source lumineuse avec une précision de 1  à   2 cm. Il contribue à déterminer avec précision l'orbite du satellite et donc à mesurer le champ gravitationnel de la Terre.

### Les senseurs ioniques DIDM
Les senseurs ioniques DIDM fournis par le Laboratoire de recherche de la United States Air Force sont constitués de deux capteurs complétés par une sonde de Langmuir qui mesurent in situ la distribution et le moment cinétique des ions présents dans l'ionosphère.

## Déroulement de la mission
Le satellite est placé sur une orbite polaire (inclinaison 87°) quasi circulaire de 478 × 474 km par un lanceur russe Kosmos-3M tirée depuis le cosmodrome de Plessetsk qui emporte également le satellite Minisatellite Italiano di Technologia Avanzata de l'Agence spatiale italienne et le nanosatellite allemand Rubin. L'orbite est quasi polaire mais n'est pas héliosynchrone. La durée de vie est de 5 ans et à cette échéance il est prévu que le satellite soit détruit au cours de sa rentrée atmosphérique. Durant la mission, les propulseurs sont utilisés à quatre reprises pour rehausser l'altitude (juin 1992, décembre 2002, mars 2006 et mars 2009). Le satellite se maintient plus longtemps que prévu en orbite et des fonds sont alloués pour permettre la prolongation de la mission. En octobre 2008, une panne du récepteur GPS principal entraîne la bascule sur le récepteur de secours mais celui-ci n'est pas équipé pour les mesures d'occultation radio et celles-ci sont donc interrompues. En février 2010, l'altitude du satellite n'est plus que de 296 km et l'orientation du satellite est basculée de 180° pour procurer une meilleure stabilité dans un environnement devenu plus dense : la perche du magnétomètre est désormais à l'opposé de la direction dans laquelle progresse CHAMP. Le 19 septembre 2010, CHAMP plonge dans l'atmosphère terrestre et est détruit au cours de sa rentrée atmosphérique au-dessus de la mer d'Okhotsk après avoir fonctionné plus de 10 ans soit deux fois la durée prévue.